# 2511 Patterson
2511 Patterson este un asteroid din centura principală, descoperit pe 11 iunie 1980 de Carolyn Shoemaker.